# Kololi

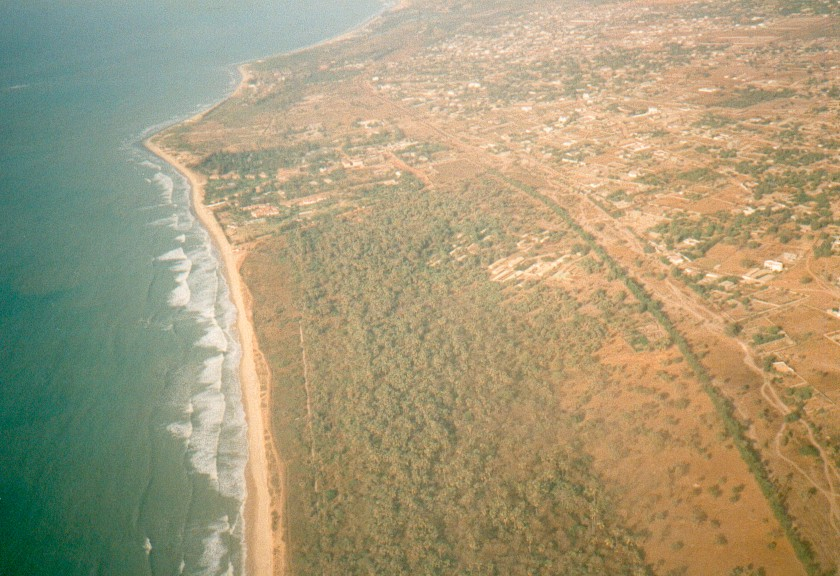
Kololi Point am Kololi Beach und Kotu Point

Kololi ist ein Ortsteil der Gemeinde Kanifing (englisch Kanifing Municipal) im westafrikanischen Staat Gambia.
Der Ortsteil liegt im Westen der Gemeinde und gehört zum Ort Serekunda. Bei der Volkszählung von 1993 wurde Kololi als eigener Ort mit 4416 Einwohnern gelistet.

## Geographie
Der Ortsteil Manjai Kunda liegt benachbart im Osten, die Grenze ist definiert durch die Hauptstraße Kotu Stream Road, die von Kotu zur Sayerr Jobe Avenue führt. Im Süden liegt der Ortsteil Bakoteh, beide Ortsteile werden durch die Kololi Road getrennt. Im Südwesten verläuft die Grenze der Gemeinde Kanifing, benachbart liegt südlich der Ort Kerr Seringe Ngaga. Im Nordwesten liegt die Küste des Atlantischen Ozeans mit dem Kololi Beach. Der Kololi Point liegt hier in der Nähe.